# Splošno slovensko žensko društvo
Splošno slovensko žensko društvo je prvo slovensko feministično društvo. Ustanovljeno je bilo 6. julija 1901. Bilo je namenjeno vsem Slovenkam, ne glede na stan oziroma poklic. Sedež je imelo v Ljubljani, delovalo pa je za dobrobit vseh Slovenk. Glavni namen društva je bil izobrazba žensk. Prirejalo je predavanja, tečaje, razstave, dobrodelne akcije, shode za pridobitev ženske volilne pravice in drugih pravic žensk, prizadevalo si je za nezakonske matere in otroke, ločene in vdove, matere in samske ženske. Ukinjeno je bilo leta 1945.
Glavno vlogo pri nastajanju novega društva so imele ljubljanske "narodne dame" pod vodstvom Franje Tavčar in trgovke Josipine Vidmar.
Članice so bile lahko le ženske. Moški so k društvu pristopili kot podporni in ustanovni člani. Najzvestejša podporna člana društva sta bila Matej Hubad in Lavoslav Schwentner.
Društvo je vodil odbor. Po pravilih iz leta 1901 so ga sestavljale predsednica, sedem odbornic in dve namestnici. Iz odbornic so volili podpredsednico, blagajničarko, tajnico in knjižničarko. Po novih pravilih iz leta 1913 je bilo osem odbornic, od leta 1919 dvajset in imele so dvanajst namestnic in od leta 1921 so volili dve podpredsednici.
Vlogo predsednice je ob ustanovitvi prevzela Franja Tavčar. Tajnica društva je bila Minka Govekar. Prvi odbor so sestavljale Ivanka Mayer, Josipina Kajzelj, Antonija Kadivec, Josipina Vidmar, Franja Oražen, Marija Kalister, Margareta Zupančič in namestnici Zofija Pegan in Julija Bartel. Po smrti Franje Tavčar je društvu predsedovala Minka Govekar.
Odbor, ki je leta 1945 razpustil društvo, so sestavljale predsednica Minka Govekar, tajnica in knjižničarka Marjana Lindtner, blagajničarka Ivanka Leskovic in petnajst odbornic.